# کائوچو (گیاه)
کائوچو (نام علمی: Hevea brasiliensis) که با نام های درخت لاستیک یا گیاه لاستیک نیز شناخته می شود، نام گونه ای از تیره فرفیونیان است. از نظر اقتصادی مهمترین عضو از تیره Hevea است، زیرا شیره استخراج شده از این درخت منبع اصلی تولید لاستیک طبیعی است.

## نگارخانه

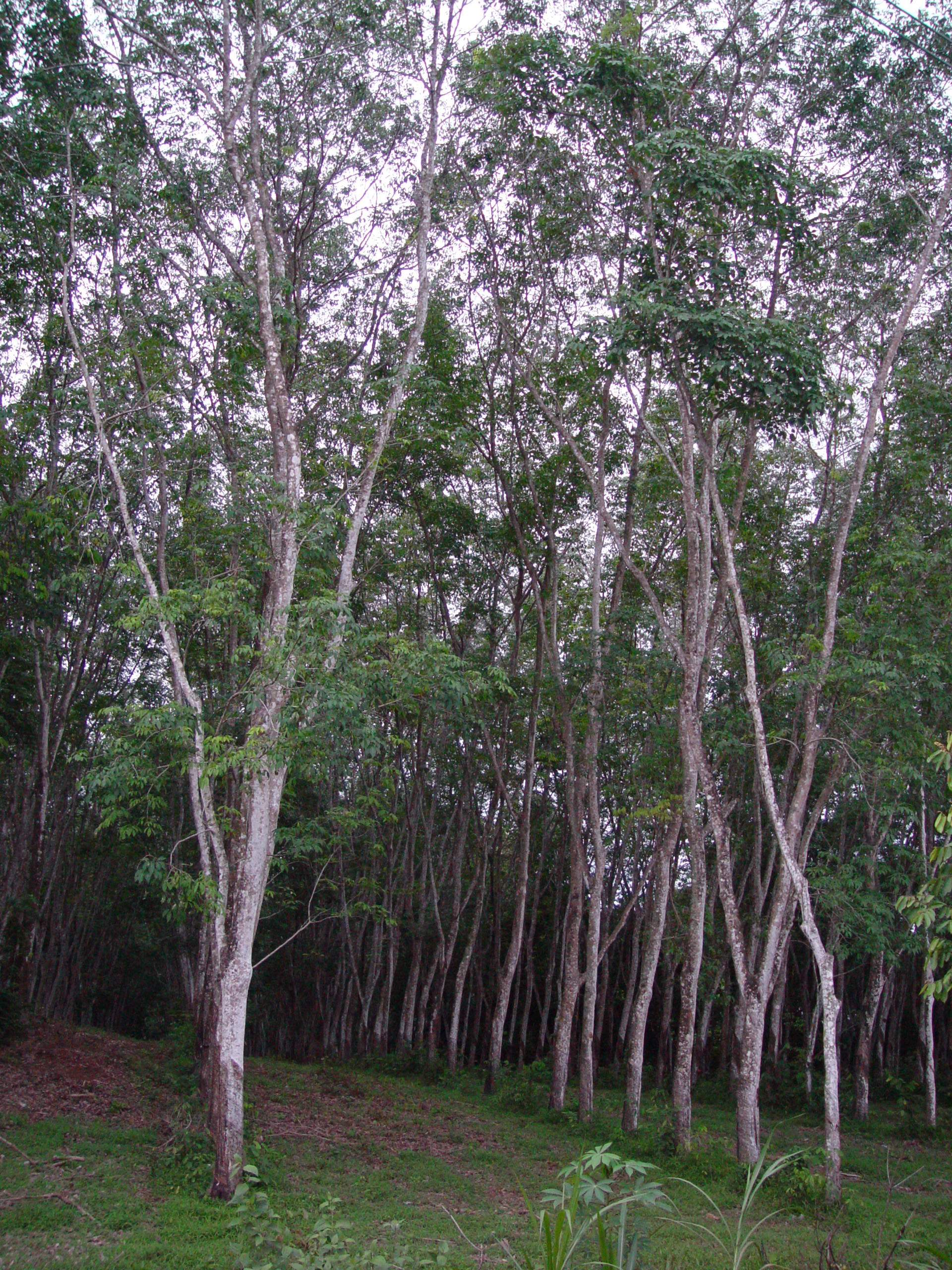
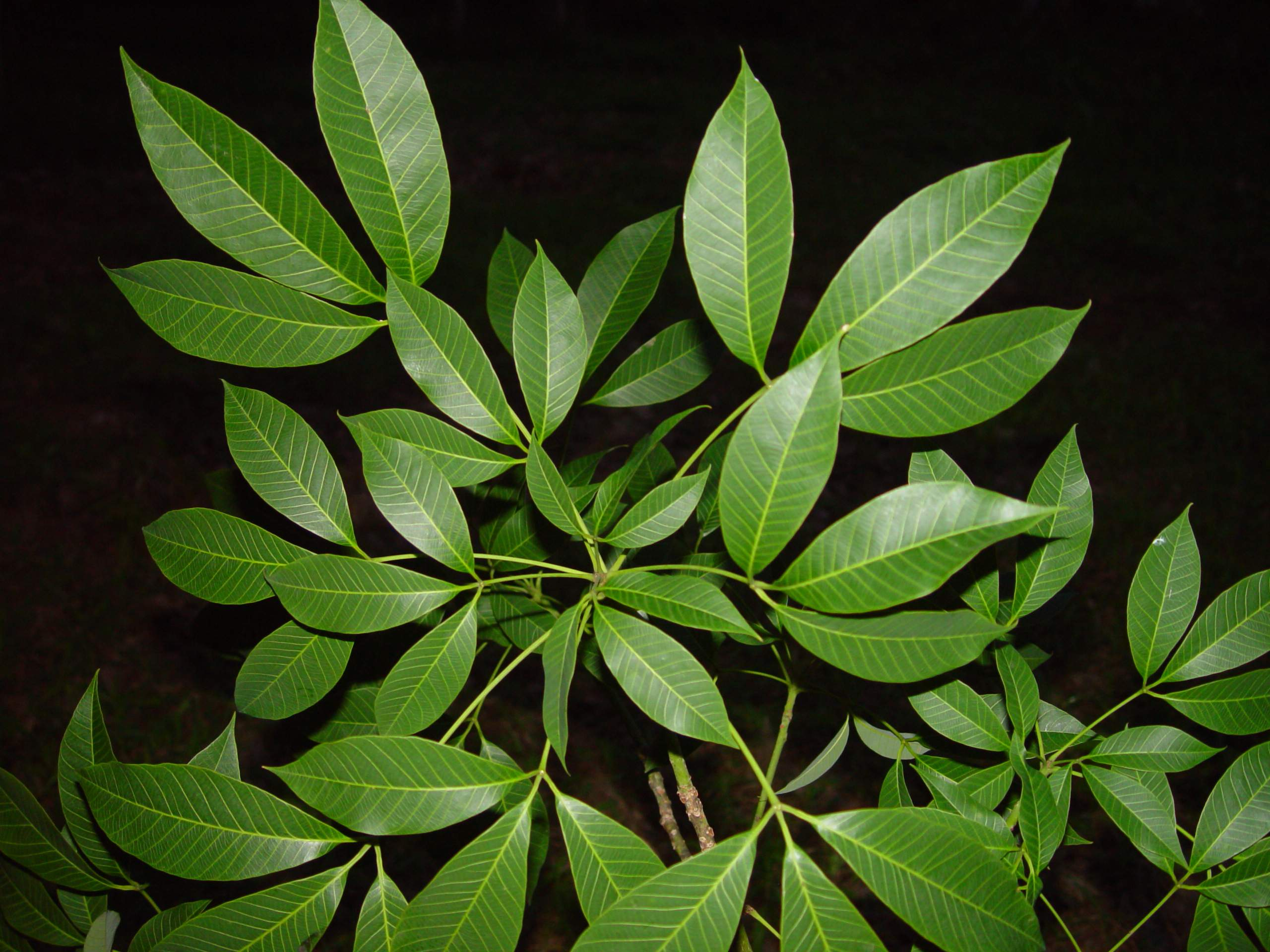
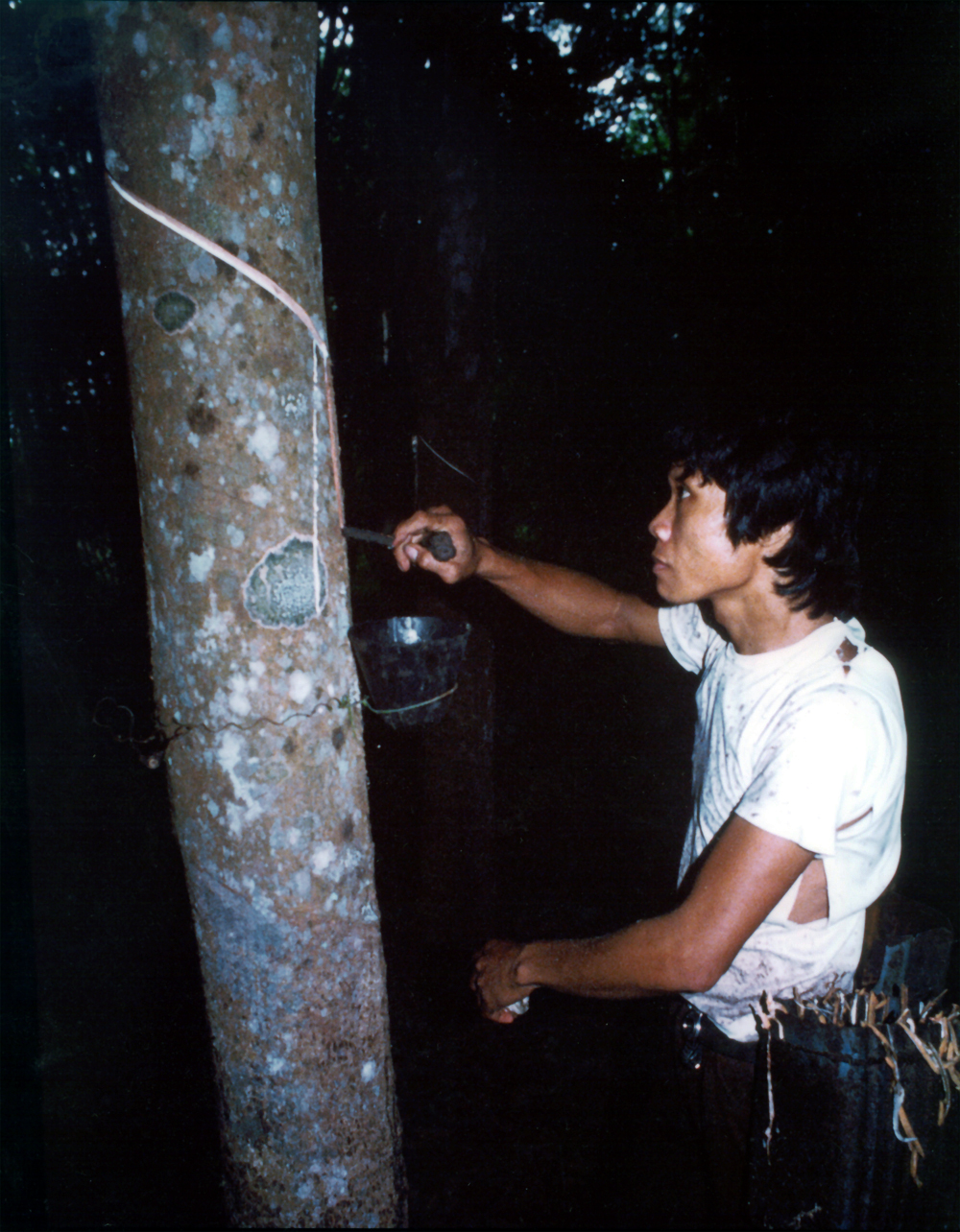
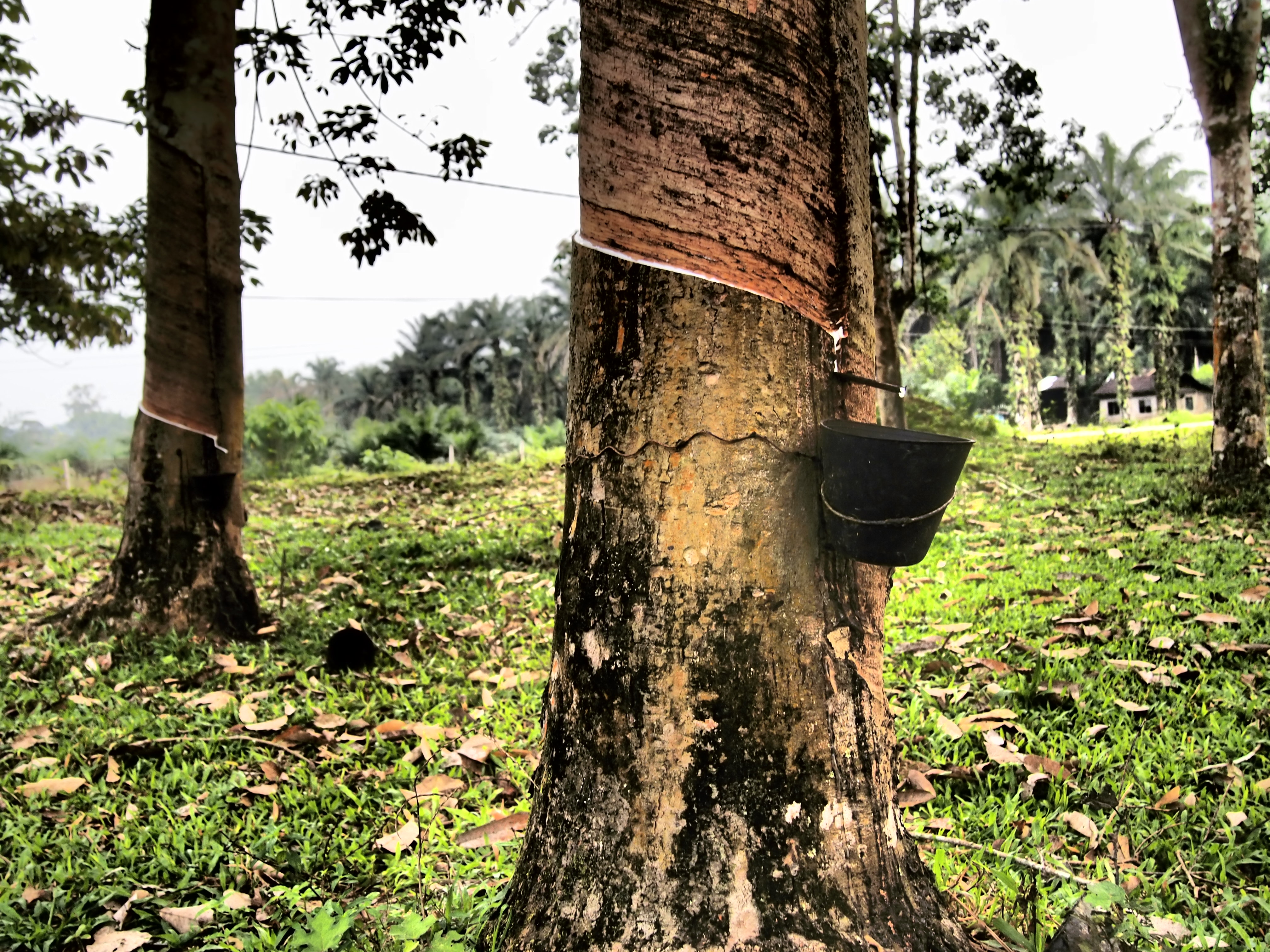
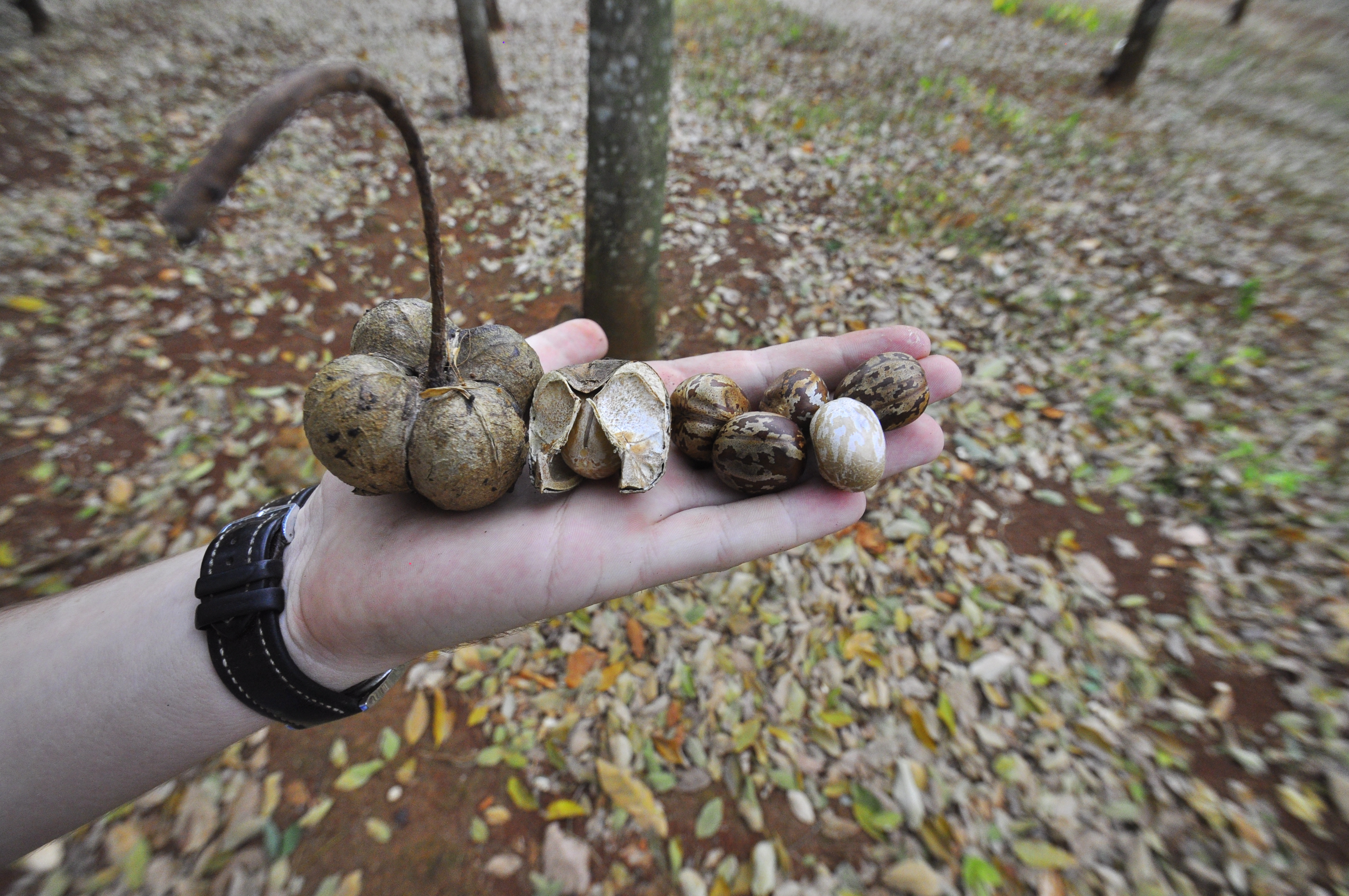